# Астрономія в Білорусі

Пам'ятник Звіздарю в Могильові

Астрономія в Білорусі розвинута менше, ніж інші науки. Вона вивчається в школах і, в меншій мірі, в університетах, а в кількох любительських обсерваторіях проводяться високоякісні наукові спостереження, натомість як астрономічні дослідження в професійному науковому середовищі здебільшого обмежується приграничними з фізикою областями.

## Наукові дослідження

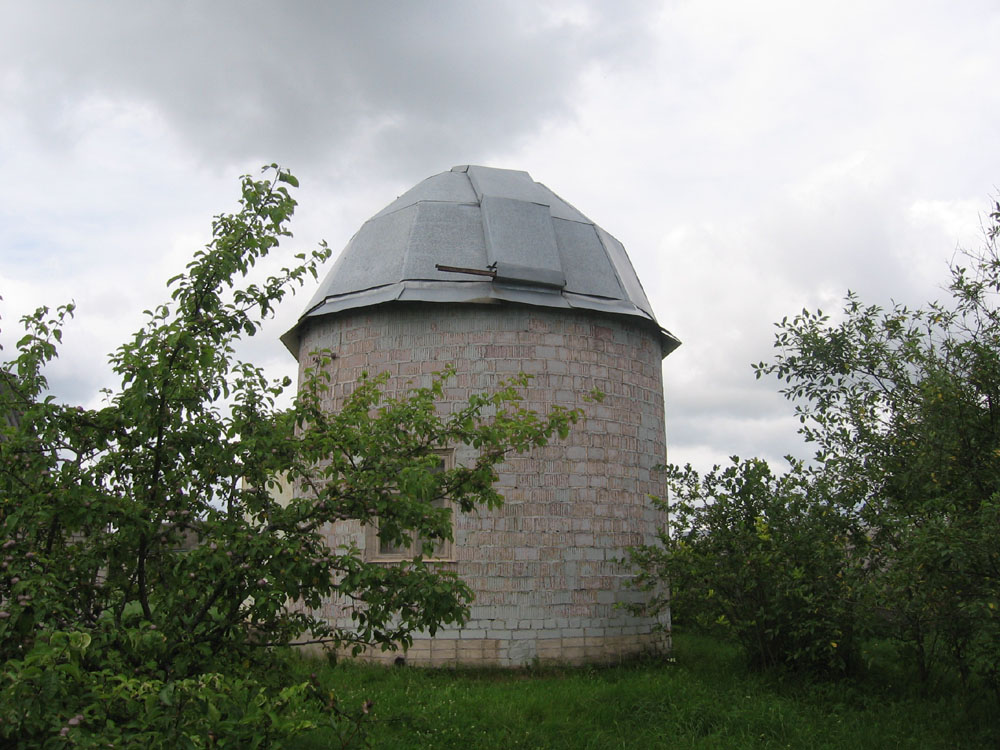
Вітебська любительська астрономічна обсерваторія

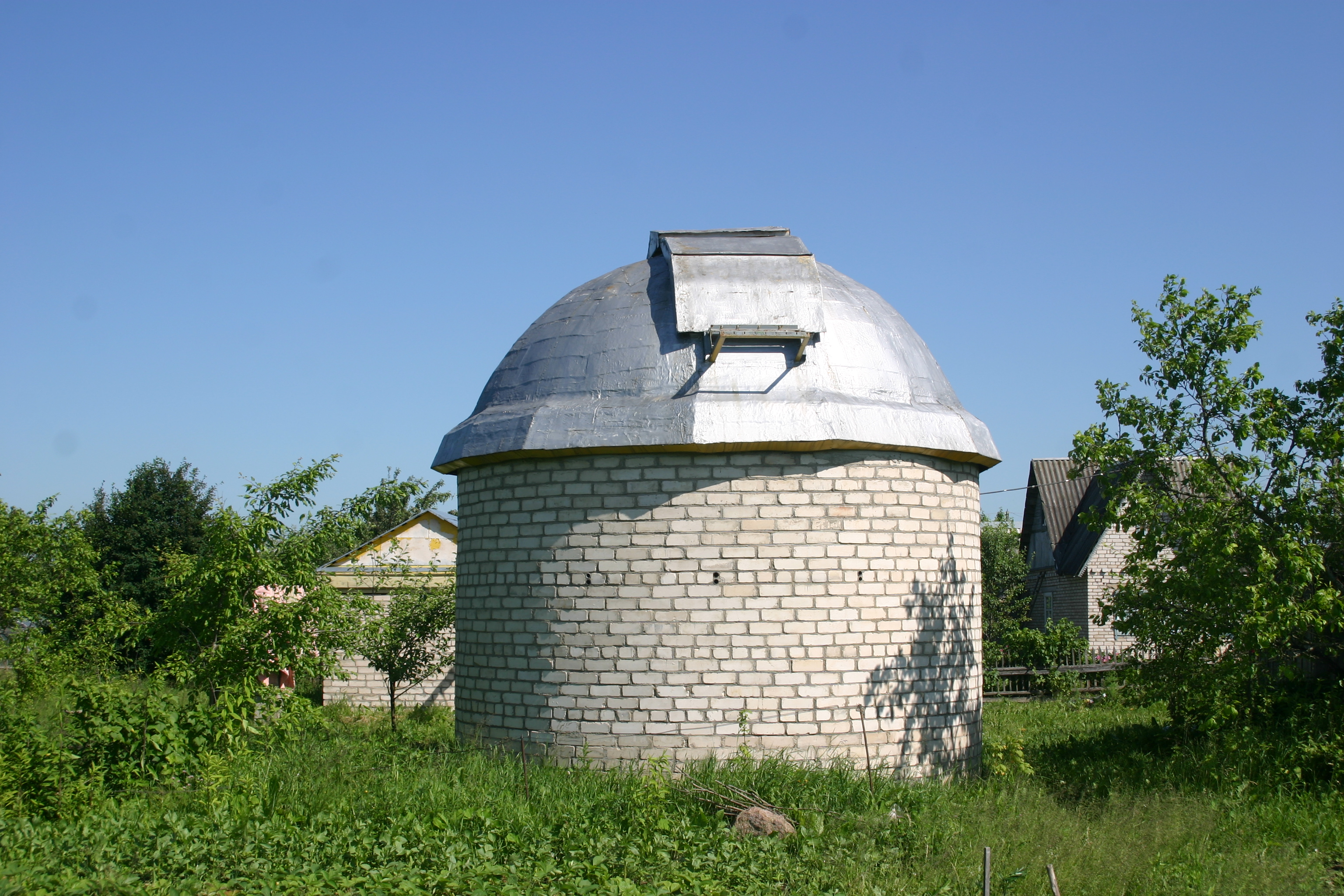
Обсерваторія Mazzarot-1

Професійна астрономія в країні практично відсутня, хоч фізики деяких білоруських університетів подекуди публікують статті в областях на границі фізики й астрономії. Білорусь, єдина з європейських країн такого розміру, не є членом Міжнародного астрономічного союзу. Раз на кілька років в Білоруський державний університет проводить конференції памʼяті Якова Зельдовича, які, окрім фізики, торкаються й астрофізичної тематики. В 2017 році відкрився білоруський філіал міжнародної мережі наукових центрів релятивістської астрофізики ICRANet.
В країні є кілька вмотивованих астрономів-аматорів, які проводять спостереження змінних зір і малих тіл, іноді публікуючи свої результати в професійних астрономічних журналах. Вони багато кооперуються з російськими астрономами (і донедавна також багато кооперувались з українськими дослідниками). Білоруські астрономи-аматори є відкривачами багатьох астероїдів і змінних зір, кількох комет і наднових. До найуспішніших білоруських аматорських обсерваторій належать Вітебська любительська астрономічна обсерваторія і Обсерваторія Mazzarot-1.
Державна космічна програма координується Національним агентством з космічних досліджень Білорусі. Тісно співпрацюючи з Роскосмосом, воно запустило кілька супутників, жоден з яких, однак, не виконував значних астрономічних досліджень.

## Освіта

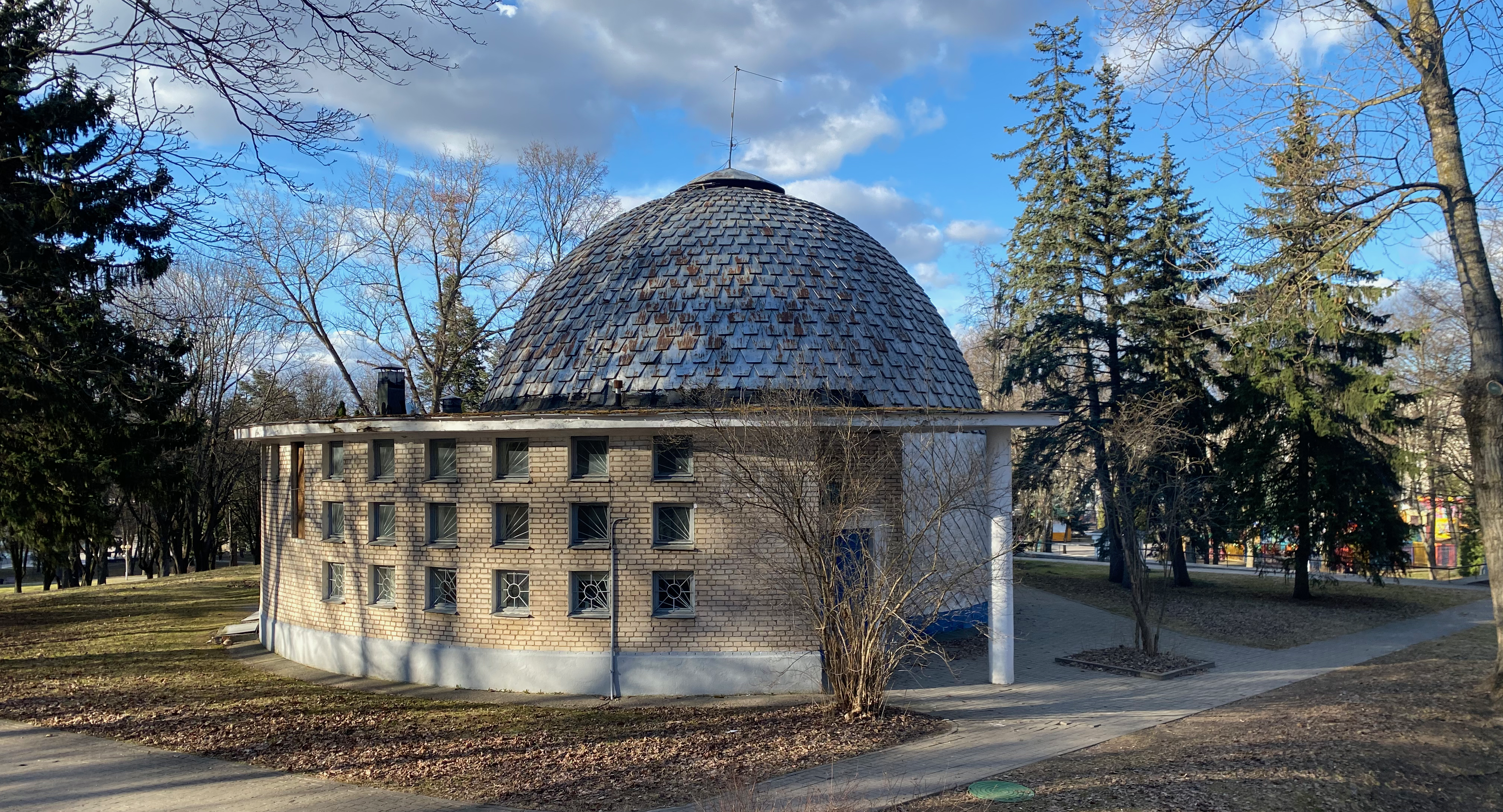
Мінський планетарій

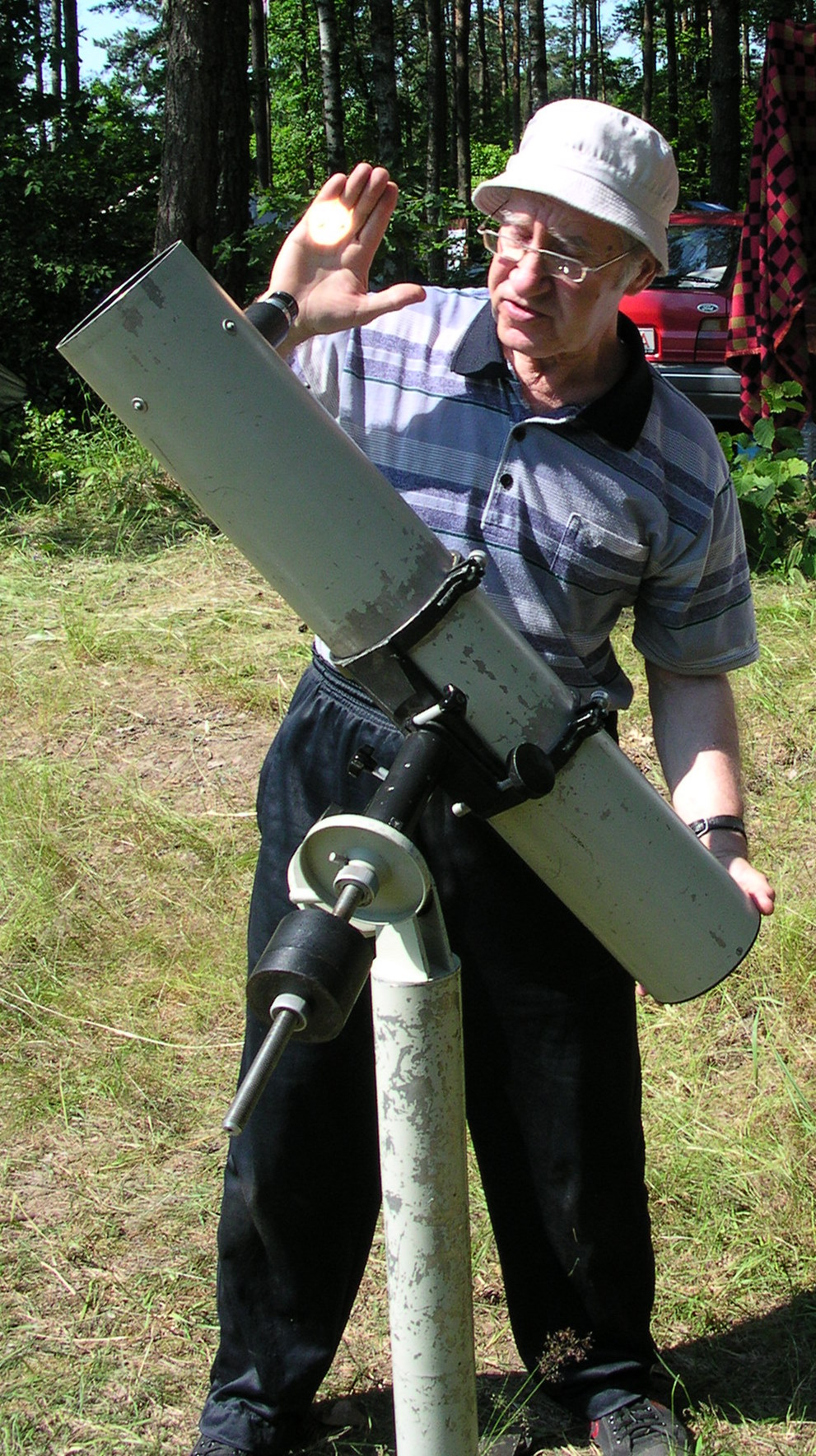
Викладач астрономії Володимир Голубєв готується до занять у методичному таборі вчителів Альховка (табір)

У випускному класі шкіл астрономія вивчається як обовʼязковий предмет. На початку 2000-х років білоруська школа відмовилась від російських шкільних підручників з астрономію через їх нестачу, і авторський колектив у складі І. В. Галузо, В. О. Голубєва й О. А. Шимбалева розробив білоруський шкільний підручник з астрономії. Цей підручник видавався й перевидавався білоруською й російською мовами, був доповнений робочим зошитом, навчальним зоряним атласом, посібником для вчителів, довідником школяра, хрестоматією з астрономії і т.д.
Важливим центром популяризації астрономії серед школярів є Мінський планетарій, якій має зал на 100 осіб зі сферичним куполом для зоряних сеансів і обсерваторію.
На базі кафедри інженерної фізики Вітебського державного університету діє астрономічний центр, який включає лабораторію астрономії, обсерваторію і планетарій. В Білоруському державному університеті працює кафедра теоретичної фізики і астрофізики, програма якої, однак, містить дуже мало астрономічних предметів.